# Dimitar Popov
Pour les articles homonymes, voir Popov.
Dimitar Popov, né le 27 février 1970 à Sofia (Bulgarie), est un footballeur bulgare, qui évolua au poste de gardien dans différents clubs bulgares et aussi en équipe de Bulgarie. 
Popov a reçu dix sélections avec l'équipe de Bulgarie entre 1993 et 1996.

## Carrière
- 1988-1992 : Levski Sofia  Bulgarie
- 1992-1994 :  Botev Plovdiv  Bulgarie
- 1994-1995 : Spartak Plovdiv  Bulgarie
- 1994-1996 : FK CSKA Sofia  Bulgarie
- 1996-1997 : Maritsa Plovdiv  Bulgarie
- 1997-1998 : Lokomotiv Sofia  Bulgarie
- 1998-2000 : FK Spartak Varna  Bulgarie[1]

## Palmarès

### En équipe nationale
- 10 sélections avec l'équipe de Bulgarie entre 1993 et 1996

### Avec le Levski Sofia
- Vainqueur de la Coupe de Bulgarie en 1991 et en 1992.